# Hedyotis griffithii
Hedyotis griffithii är en måreväxtart som beskrevs av Joseph Dalton Hooker. Hedyotis griffithii ingår i släktet Hedyotis och familjen måreväxter.
Artens utbredningsområde är Bhutan. Inga underarter finns listade i Catalogue of Life.